# Il n'y a plus rien (chanson)
Pour les articles homonymes, voir Il n'y a plus rien.
Pistes de Il n'y a plus rien
L'Oppression
Il n'y a plus rien est une chanson de Léo Ferré, créée sur scène en 1972 et publiée début 1973 dans l'album du même nom. D'une durée d'un quart d'heure environ, c'est un monologue pessimiste et radical sur la société de consommation occidentale.

## Interprétations sur scène
Il existe à ce jour quatre versions disponibles : 
- la première, en novembre 1972 sur la scène de l'Olympia de Paris (album Seul en scène, 1973),
- la deuxième, en février 1973 à Montreux (CD maxi Un chien à Montreux, 2001),
- la troisième, en mai 1973 au théâtre municipal de Lausanne (album Sur la scène..., 2001)
- la quatrième, en avril 1984 au Théâtre des Champs-Élysées de Paris (album Léo Ferré au Théâtre des Champs-Élysées, 1984).

Dans les trois premières, Léo Ferré est accompagné au piano par Paul Castanier. La version de Lausanne rompt avec le caractère cyclique et lancinant du thème musical, Castanier se lançant dans une complète improvisation. Dans la version de 1984, Ferré commence par jouer du piano de façon minimaliste avant de continuer accompagné par un enregistrement de percussions sans rapport avec l'arrangement de la version studio. Les chants de baleine sont utilisés dans les versions Olympia et Montreux, mais pas dans les deux autres. L'interprétation de Ferré évolue subtilement au fil de ces versions.

### Production
- Orchestration et direction musicale : Léo Ferré
- Prise de son : Claude Achallé
- Production exécutive : Richard Marsan